# Horninghold
Horninghold – wieś w Anglii, w hrabstwie Leicestershire, w dystrykcie Harborough. Leży 24 km na wschód od miasta Leicester i 127 km na północ od Londynu.